# Docalidia krameri
Docalidia krameri är en insektsart som beskrevs av Nielson 1979. Docalidia krameri ingår i släktet Docalidia och familjen dvärgstritar. Inga underarter finns listade i Catalogue of Life.